# 19세기 한국
이 문서는 19세기 한국에 대해 설명한 글이다.

## 19세기 전반

### 정치
19세기 초의 조선은 전대(前代)를 답습한 동양적 봉건제의 전제군주 체제가 표면상으로는 그대로 유지되었으나 사회의 여러 현상이 분화 변천하고 있었으며, 이로 인한 체제상의 파탄이 이미 걷잡을 수 없는 사실로 전개되고 있던 시기였다.
이 시기에는 오랜 당쟁의 여파와 왕권의 쇠미함에 따라 족벌정치가 자행되는데, 이는 국가권력의 바뀜·독점 현상의 하나요, 이것이 집권적인 봉건제하에서 세도 권문의 전체주의적인 지배 형태로 나타났다. 왕명을 대리하는 어사(御史)가 일개 지방관인 세도재상의 외손에게 쫓겨 도주하는 사태가 일어난 것도 당시의 권력 구조를 반영하는 것이다. 따라서 조선 왕조 일대를 명분상으로 관류해온 사류의 공론(公論)·공도(公道) 관념이 거의 무너져 경외(京外)를 막론하고 관장 및 이속(吏屬) 할 것 없이 지배체제의 전체 구성원이 대개 사리사욕에 몰두하여, 국가나 사회에 대한 책임의식을 몰각하고 있었다. 이리하여 재정 궁핍이 극도에 달하고 과거의 협잡과 관직의 매매가 공공연해졌다. 여기에 수백 년간 조장되어 온 지벌(地閥)·문벌·당파의 이질성은 마침내 1811년 조선 초유의 대규모 민란으로 폭발하였는데, 홍경래의 난은 이후 수십 년간 산발적으로 일어나는 대소(大小) 민란의 효시를 이루게 되었다.

### 경제
경제적 측면에서는 생산관계의 발전이 일반적으로 현저하게 나타났다. 즉 농업경영에서는 계속되는 자작농의 성장이 주목할 만하거니와, 생산 면에서도 벼농사의 이앙법이 점차 보편화해가고 있었으며, 또한 벼·보리의 이모작이 널리 보급되고 있었다. 그러나 이러한 발전을 몰이해한 국가는, 수천 년에 걸쳐서 내려온 인습 그대로 고식적인 보존책에 매달려 백년을 미루어온 양전(量田)의 논의를, 그것도 재정의 확보에 주안을 두어 진행시켜본 정도요, 변화나 발전의 어떠한 형태도 거듭 억누르고 있었다.
한편 상업상으로도 이미 18세기말 사상(私商)의 자유 영업을 인정한 통공 조처 이후 난전·도고로 대표되는 사상(私商)의 발전이 도시와 생산지를 연결하면서 적극 진행되고 있었으나, 이 새로운 영리를 독점 농단하려는 궁방(宮房)·관속·양반·토호의 봉건적인 강제 또한 거세었으며, 이들 지배층의 사상화(私商化) 경향에 따른 지배체제의 변질 현상도 심하였다.
또한 이 시기에는 계속되는 금령(禁令)에도 불구하고 인삼의 잠상으로 대표되는 국제 사무역도 성했다. 나아가 조선 후기에 이질적인 생재수단(生財手段)으로 등장한 화폐는 주조 소재의 부족과 재정상의 궁핍 때문에 조악전(粗惡錢 : 불량 화폐)의 남발이 심해 물가고를 재촉하는 결과가 되었는데, 관련 산업으로는 대체로 각지 광산의 개발이 조건부로 허용되어가는 추세였다.

### 사회
그러나 보다 큰 변화는 사회적인 면에서 진행되고 있었다. 1801년에는 국사상 최초로 내사노비(內寺奴婢)의 혁파가 단행되는데, 이는 이들 중앙관서 소속의 천민들에 대한 직접적인 인력의 수취보다 독립생계를 토대로 하는 물력(物力)의 수취가 지배기구에 더욱 유익하기 때문에 취해진 조치였다. 또 수백 년 금고(禁錮)해온 서얼소통의 논의가 신분질서의 명분을 중시해온 유생(儒生)들이 대대적으로 발의하고, 국가가 그 구체적인 절목(節目)을 작성하여 마침내 1850년대에는 일부 실현을 보게 되었으니, 이 양자는 조선 왕조 초유의 일로 부분적인 사회질서의 재편성이 단행되었음을 뜻한 것이다.
홍경래의 난에 참여한 주동들이 단순한 발악이 아닌 적극적인 참여 의지를 보인 것도 이러한 변질의 일환이라 할 수 있겠거니와, 이후 각지에서 산발적으로 일어나는 민란 및 조직적인 규모의 도적의 횡행, 국체에 관계되는 흉서사건 등 모두가 봉건적 집권 체제의 몰락과 새로운 사회관계의 태동을 반영하는 것이었다. 인도·중국을 떠돌아온 괴질(怪疾)의 만연, 계속적인 흉년과 기근 등이 이를 한층 더 촉진하고 있었다.

### 종교
그뿐만 아니라 후기 사회에 들어온 천주교의 신앙 활동이 이때 급속히 확대되자 드디어 정치 문제화돼 신유사옥·기해사옥 등의 교난(敎難)을 통해 수백 명씩의 순교자를 내었는가 하면, 서세의 제국주의적 진출이 육박해 와서, 마침내 서남 해안에는 영(英)·불(佛) 전초 거함(巨艦)의 사찰 탐색이 이루어지고 있었다.
수백 년에 걸친 주자학의 지도이념이 퇴색되고, 그에 편승했던 지배체제가 이들 변천에 대응할 탄력을 상실하게 되자 민중들 속에서는 새로운 생활이념인 동학이 자라났다. 민중들의 불만은 민란으로뿐만 아니라 종교운동으로도 전개되었던 것이니, 동학은 철종 때에 최제우(崔濟愚)가 제창하기 시작한 것이었다.
그 후 동학은 단순한 종교운동에 그친 것이 아니라 농민을 중심으로 하여 현실을 개혁하려는 사회적 성격을 나타내었다. 이에 조정에서도 동학을 위험시하였으며, 최제우는 혹세무민(惑世誣民)의 도(道)라 하여 사형당했다. 이 때문에 교도들은 산속으로 숨어 그 교세가 일시 약해졌으나 동학이 자라는 온상이 된 민중들의 불안이 여전하였으므로 뒤에 다시 교세를 회복해 갔던 것이다.

## 19세기 후반
서세동점이라는 구미세력의 동양진출로 국내에서도 근대사조가 대두하였다. 개화와 척사 등 근대문물의 수용 문제를 둘러싸고 신구사상의 대립은 날카로웠다. 개항과 개화, 개의 여러 현상이 분화 변혁하고 근대화의 시도, 외세침략과 저항운동, 민권운동과 계몽운동, 민족경제 발전의 저해, 주권상실과 회복운동 등 너무나 벅찬 일들이 근대문물에 대하여 경험이 없고 또 알지 못하는 가운데 조야를 격동시켰다. 더욱이 한민족의 독자적인 발전 계획이나 내재적인 발전은 외세침략에 밀려 성과를 거두지 못한 채 주권수호를 위한 저항운동이 근간을 이루었다.
19세기 후반은 고종 즉위 원년인 1864년 전후로부터 우연하게도 10년 간격으로 큰 사건이 외세와 겹쳐서 한민족의 독자적인 발전이 저해당하고 있었다. 특히 이 시기는 일제의 침략으로 점철되어 일본관계가 주류를 이루면서 민족적으로 큰 시련기를 맞이하게 되었다. 그리하여 한국사의 가장 주요한 한 시기가 일본에 짓밟혀 근대사의 진로가 강제적으로 일제 테두리 속으로 함입되는 치욕을 겪어야 했으며, 따라서 한국의 정상적인 발전이 불가능하게 되었다.

### 철종 시대 및 고종 초기 (1849년 ~ 1873년)
19세기 후반기의 제1단계는 철종 때였다. 철종은 척신과 권신들의 포위 속에서 국정을 바로잡지 못하여 민란 발발 등 혼란을 가져오게 하였다. 이는 제2단계로 들어서 고종의 즉위와 흥선대원군의 집정으로 국정혼란은 수습되었으나 접근해 오는 서양 세력의 격퇴 등 쇄국으로 일관했다. 또한 이 시기에는 서구의 자본주의 국가와 세계정세 등 국제관계를 무시한 나머지 자강진취의 기회를 놓치기도 했다. 그러나 대원군은 양반귀족들의 횡포·억압, 문벌 귀족세력의 타파, 탐관오리의 숙청 등 내정에 있어서 일대 혁신을 단행하여 삼정문란으로 혼란해진 민심을 수습하는 등 과단성 있는 개혁의 단행으로 왕권의 기틀을 강화하였다.

### 1873년 ~ 1884년
강경하게 쇄국으로 일관했던 대원군은 1873년에 드디어 적대 세력인 유학자들과 민씨 세력에 의하여 하야하고 고종의 집정은 명성황후의 등장을 초래하여 척족세도를 재현시켰다. 밖으로는 자주성이 결여된 채 일본이 일으킨 운양호 사건을 계기로 신흥 일본 세력이 침투할 기회를 주는 강화도 조약이 체결되었다. 이후 구미 제국과도 수호 통상조약이 차례로 체결되어 폭넓은 국제사회의 일원으로 등장하였다. 그리하여 근대적인 문물제도를 도입·개선하여 정치·경제·사회·문화·종교·산업·기술 등에 이르기까지 영향을 주었으며, 외교사절이 교환되면서 국제조류에 발을 맞추었다. 그러나 근대문물의 수입과 제도개선은 개화와 수구의 대립되는 세력을 형성케 하였다. 1882년에 일어난 임오군란은 문호개방에 따르는 고민과 반항이 청·일 양국의 이해관계와 얽혀서 국정을 어지럽게 한 것이다. 임오군란을 계기로 일본 세력을 누른 청국이 대원군의 납치 등 내정을 간섭하게 되자 진실한 개화와 개혁, 자강 독립의 목표로서 애국애족을 부르짖던 소장 정치인들은 급진적인 정치 개혁을 도모하였다. 그리하여 1884년 갑신정변은 김옥균·박영효·홍영식 등 개화 독립당이 근대적인 개혁을 시도한 것이었으나 민중에 기반을 두지 못한 채 일본 세력을 배경으로 한 정변은 친청 수구당에 의해서 외세작용까지 덧붙여져 삼일천하로 끝났다. 이 때문에 외세 배격과 자각운동 등 근대화로의 추진이 지연되었다.

### 1884년 ~ 1894년
갑신정변을 계기로 청·일 양국의 대립은 날카로워졌다. 정치적으로 계속 우세를 노린 청국과 경제적으로 침투하는 일본의 갈등 속에서 1890년대로 접어든 한국은 흉년 기근으로 민심불안을 초래하고 있었다. 이 같은 불안은 1894년 혁명적인 사태로 발전하였다. 교조 최제우가 사형된 후 표면적인 활동이 불가능했던 동학교도들은 교조 신원 운동을 전개하면서 외세 침투와 국내의 모순을 타개하고자 ‘인내천(人乃天)’이란 깃발 아래 동학혁명을 전개하였다. 이는 점차 커져가는 국가 위기에 대해서 보국안민(輔國安民)을 위해 척왜양(斥倭洋)에서 척왜(斥倭)를 부르짖으며 부패한 정치와 사회제도의 개혁을 시도한 구국의 발돋움이었다. 원병강침(援兵强侵)의 청·일 양군은 전쟁으로 맞서 한국은 국제사회의 변동과 전승한 일제에 의하여 타율적인 개혁이 강요되었다. 급변하는 국내 정세와 삼국간섭으로 일제 세력이 후퇴되자 좌표를 찾지 못한 채 열강 세력에 휘말리며 때로는 추수하다가 민비 시해사건, 아관파천 등 치욕이 겹쳤다. 이리하여 국제 정세와 난국에 대한 분석·판단·대응 조치가 제대로 취해지지 못한 채 열강의 각축에 휩싸였던 것이다.

### 1894년 ~ 1910년
광무 연간으로 들면서 주체적인 입장에서 개혁이 시도되었으며, 근대의식을 자각한 청년층이 독립협회를 조직하여 민권사상의 고취, 언론활동, 독립자강을 외치면서 구국운동을 전개했으나 러시아와 일본 세력이 파고들어 한국 영토 분할론까지 대두되는 가운데 실패, 한국은 러시아의 남하 정책과 일본의 대륙 침략 정책의 희생물로 등장하였다. 만주와 한국을 사이에 두고 1904년에 유발된 러일전쟁은 일본의 승리로 끝나 일제 침략의 전방사령부인 통감부가 이 땅에 설치되었다. 요식 행위만을 갖춘 조약과 규정이 일제의 강압하에 이루어져 사실상 1910년부터 시작되는 식민통치의 과도기가 되었다. 침략에 항거하는 민중의 격분은 항일구국으로 거세게 일어났으나 잔악한 무력탄압으로 실패하였다. 항일독립운동도 의병들의 무력 투쟁은 물론 국제여론에도 호소해 보았으나 약육강식의 국제 열강 시대로 접어들어 우리의 독립은 성과를 거두지 못한 채 유사 이래 국권상실이라는 비극을 초래하였다. 따라서 정상적인 우리의 경제 질서가 파괴되고 사회의 변동 등 급변하는 정세 속에서 고유 문물이 파괴되어 문화면에서도 우리의 것을 보존하기마저 어려웠던 것이다.

## 같이 보기
- 조선
- 세도 정치